# Каспари, Карл Пауль
Карл Пауль Каспари (норв. Carl Paul Caspari; 8 февраля 1814, Дессау — 11 апреля 1892, Осло) — норвежский евангелическо-лютеранский богослов, экзегет, церковный историк и востоковед; академик. Еврей по происхождению, принял лютеранство и был профессором богословия в Христиании (Осло). Написал несколько книг и наиболее известен своими толкованиями и переводами Ветхого Завета.

## Биография
Родился 8 февраля 1814 года в германском городе Дессау в купеческой семье. Первоначально обучался в местной еврейской школе, затем — в городской классической гимназии. В 1834 году поступил в Лейпцигский университет, где занимался под руководством профессора Флейшера, изучал арабский и персидский языки. Через своих университетских друзей и однокурсников Карла Грауля, впоследствии – председателя миссионерской школы в Лейпциге, и Франца Делича, познакомился с Новым Заветом. Убедившись в истинности Евангелия и христианства, в 1838 году, на Пятидесятницу, принял крещение и с этого времени посвятил себя богословской науке, — специально — ветхозаветной экзегетике; с целью усовершенствования знаний, по рекомендации проф. А. Толюка, в течение двух лет занимался в Берлине под руководством профессора Генгстенберга.
После возвращения в Лейпциг был вынужден некоторое давать частные уроки; в 1842 году получил в Лейпцигском университете степень доктора философии. В 1844 году опубликовал двухтомник арабской грамматики и в том же году получил от Кёнигсбергского университета степень лицентиата богословия honoris causa. Его назначение в 1845 году адъюнкт-профессором в Кёнигсберге вместо умершего Кристофа Хеверника, не состоялось из-за его позитивного отношения к старолютеранам и отказа перейти на сторону прусской церковной унии.
В 1847 году Гисл Джонсон, будучи в Германии, по рекомендации Генгстенберга, предложил Каспари свободную кафедру лектора богословия в Христиании;  приняв,после некоторого колебания, это предложение, Каспари в октябре того же года прибыл в Христианию. Немедленно занялся изучением норвежского языка и уже в начале 1848 года мог читать на нём лекции. В 1857 году получил звание профессора, в 1860 году, от Эрлангенского университета, степень доктора богословия honoris causa.

## Сочинения
- «Grammatica arabica» (5 изд., Галле, 1887)
- «Beiträge zur Einleitung in das Buch Jesaia» (1848)
- «Ueber Micha und seine prophetische Schrift» (1851—1852)
- «Zur Einführung in das Buch Daniel» (1869)
- «Quellen zur Geschichte des Taufsymbols» (1866—1875)
- «Kirchenhistor. Anecdote» (1883).